# Pagi de la Bourgogne transjuranne

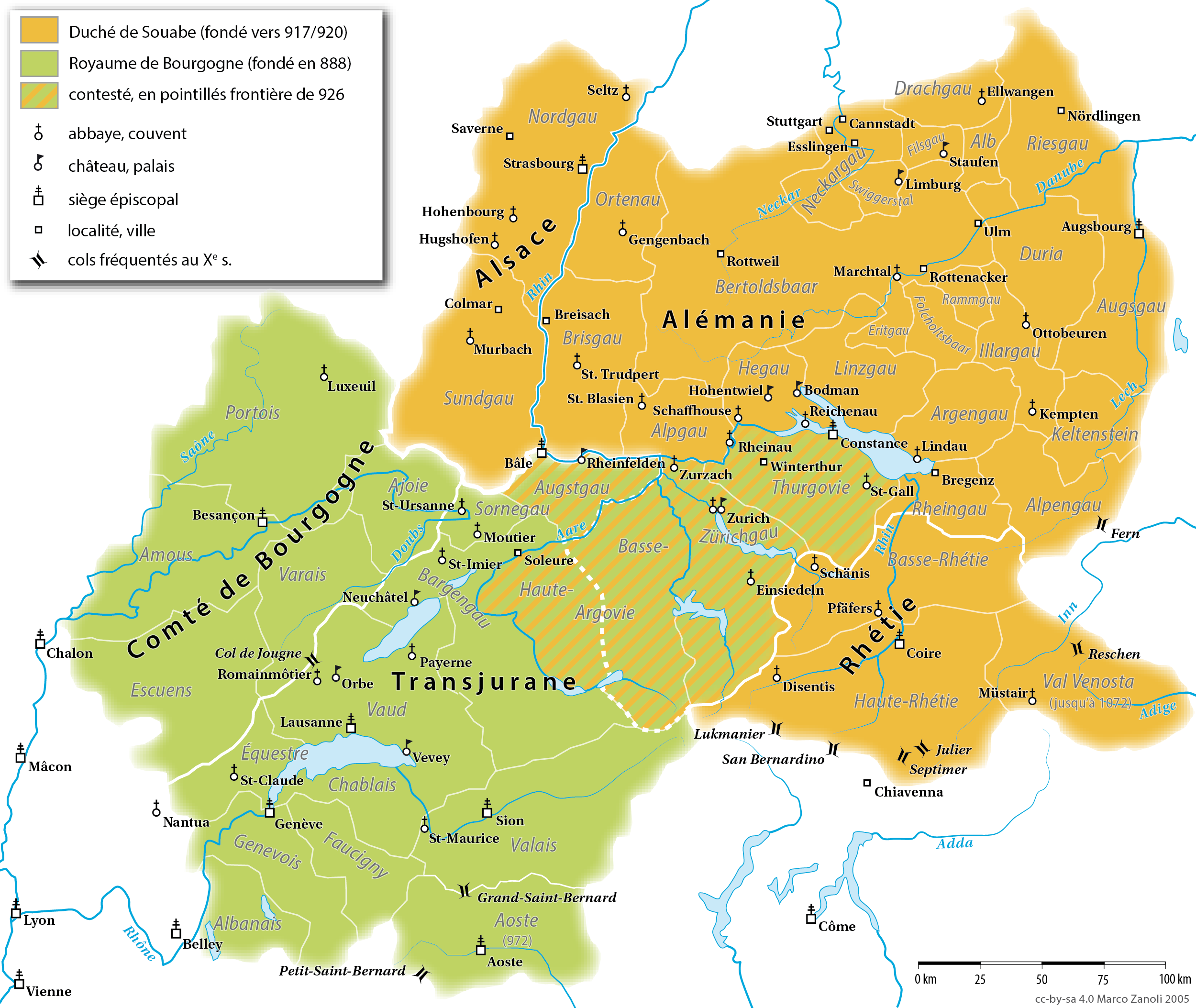
Carte de la Bourgogne transjuranne (en vert) vers 1000.

Les pagi sont des divisions territoriales héritées de la conquête romaine et caractéristiques de l'administration carolingienne.

## Contexte général
En l’an 800, Charlemagne instaure un ordre nouveau où dignitaires laïcs et évêques doivent être soumis au pouvoir central. Le fonctionnaire impérial ou comte palatin est doté d’amples pouvoirs administratifs sur un pagus, terme qui désigne une subdivision d'anciens territoires héritée de l'occupation romaine. Si l'Église maintient l'unicité de ses diocèses, les anciennes civitas se retrouvent alors partagées entre plusieurs comtes régnant parfois sur plusieurs pagi qui peuvent eux-mêmes être redivisés en plus petites entités : centaine, vicaria et ban. Les pays de Bourgogne se retrouve aussi divisé en pagi gouvernés par des comtes ou évêques. La liste alphabétique qui suit ne concerne que la Bourgogne transjuranne.

## En Suisse
Aventicum (actuellement Avenches) est le premier centre politique, religieux et économique de l'Helvétie romaine. Puis apparaissent successivement Noviodunum (Nyon), Lausonium (Lausanne), Eburodunum (Yverdon-les-Bains) et Urba (Orbe).
- l'Argovie ou Aargau constitue sous l’Empire romain une zone frontalière colonisée par les Alamans au Ve siècle. Elle revient au siècle suivant au Royaume franc et le nom d'Argovie apparaît pour la première fois en 763. Au Moyen Âge, elle redevient au nord région frontalière disputée entre l'Alémanie et le Royaume de Haute-Bourgogne. Les Conradiens deviennent comtes d'Argovie à partir de 750 et s'y maintiennent par intermittence jusqu'en 1030. Le pagus a donné naissance aux cantons d'Argovie et de Lucerne. Pour ce dernier c'est un monastère bénédictin dépendant de l'abbaye de Murbach situé au bord du lac à l'embouchure de la Reuss qui est à l'origine de la capitale dont la fondation remonte à la fin du XIIe siècle ;
- l'Augstgau a pour capitale Augusta Raurica fondée près du village actuel d'Augst par le légat romain Lucius Munatius Plancus (également le fondateur de Lugdunum) sur les restes d'une première colonie rauraque (une tribu germanique immigrée de la Ruhr) établie vers 44 av. J.-C. Comme la partie septentrionale de l'Argovie, elle devient au Moyen Âge une région frontalière disputée entre l'Alémanie et le Royaume de Haute-Bourgogne. Son territoire correspond aux cantons actuels de Bâle-Campagne et de Soleure.
- le pagus Ausicensis dont la capitale est Aventicum composait la partie est du Pays de Vaud relevant de la préfecture d'Augusta Treverorum (actuellement Trèves). Construite sous le règne d'Auguste sur des vestiges d'habitats datées entre la fin du IIe siècle av. J.-C. Aventicum, aujourd'hui Avenches, est dès sa fondation la capitale des Helvètes[3]. Élevée au rang de colonie vers 71/72 par l'empereur Vespasien elle connait son apogée aux IIe et IIIe siècles où elle compte plus de 20 000 habitants[4] avant d’être en partie dévastée par les alamans vers 275/277 ;
- le pagus Bargensis qui composait le nord du canton de Berne laisse place au XIIe siècle à  la Respublica Bernensis État-Ville du nord des Alpes créé autour de Berne, fondée en 1191 dont la souveraineté s'étend du Léman à l'Argovie. Un vicus occupe un site hallstatien dès les premiers siècles de notre histoire et après la chute de l’ Empire un grand cimetière, avec plus de 300 tombes, reste utilisé jusqu'au VIIe siècle sur la lisière sud des bois de Bremgarten. Du  VIIe siècle au Xe siècle une colonie avec une église et un château avec fortifications en bois prospère sur le site de Bümpliz. Cependant, aucune preuve archéologique n’indique d’occupation du site de la ville actuelle avant le XIIe siècle. L’histoire de la ville de Berne ne commence qu’alors avec Berthold V de Zähringen ;
- l’Équestricus a pour capitale Colonia Iulia Equestris, également appelée Noviodunum puis Nyon fondée par Jules César en 44 av. J.-C. sur une colline naturelle qui surplombe le lac Léman. Il comprend un ensemble de communes situées aujourd'hui dans les cantons de Vaud, Genève et dans le pays de Gex français. Il se détache du comté de Genève sous les Carolingiens pour former un comté particulier ne dépendant plus que de l'évêché ;
- le pagus Lausonensis composait partie ouest du Pays de Vaud subdivisé en trois districts : Pagus Ebrodunensis ou district d'Yverdon le Pagus Lausanensis ou district de Lausanne et le Pagus inter Albonam et Venobiam ou district d'Outre-Venoge entre le lac Léman et les pentes du Jura. Après 561, Gontran favorise l'essor d'Orbe cité des Verbigènes qui devient la première ville du Pagus Urbigenus. En 843, lors du Traité de Verdun le pays de Vaud (avec les cantons de Fribourg et de Neuchâtel) reviennent à Rodolphe Ier de Bourgogne ;
- le Sornegau  (canton du Jura) est peuplé dès l'âge du bronze comme en témoignent les fouilles de Courroux puis durant la période gallo-romaine. Dès le VIe siècle des forgerons y travaillent le minerai de fer dans la vallée de Delémont comme l'attestent les bas-fourneaux de Boécourt. Le pagus se développe ensuite autour de l'abbaye de Moutier-Grandval fondée au VIIe siècle par le duc Gondoin et donnée à l'évêque de Bâle en 999 par le dernier roi de Bourgogne. À partir de 1032, l'évêché de Bâle est rattaché au Saint-Empire romain germanique ;
- l’Ufgau  composait le sud du canton de Berne (Oberland), région montagneuse et extrêmement accidentée culminant à 4 274 m au Finsteraarhorn et comprenant entre autres les massifs de Gastlosen, des Diablerets et de l'Aar-Gothard longtemps réputés inhospitaliers et faiblement peuplés ;
- le pagus Vallensis (Valais) a pour capitale sous le règne de Claude Ier l'ancienne cité d’Octodurus (Martigny), devenue Forum Claudii Vallensium après l'ouverture de la route du col du Grand-Saint-Bernard. Ce pagus est incorporé dès 476, au royaume de Bourgogne et Sigismond fonde  en 515 l'abbaye de Saint-Maurice ruinée par les Lombards en 574. C'est  lors du partage de Worms en mai 839 que l'on trouve la plus ancienne mention du pagus vallensis. En 888 Rodolphe Ier fonde le royaume de Bourgogne transjurane et se fait couronner à l'abbaye de Saint-Maurice. Aux VIIIe et IXe siècles le Valais commence à se germaniser sous infiltration provenant de l'Oberland bernois. Les Sarrasins pillent et occupent Saint-Maurice en 940 avant d'être expulsés du royaume d'Arles par la bataille de Tourtour en 973, peu après avoir pris en otage l'abbé Mayeul de Cluny sur la route du Grand-Saint-Bernard à Orsières[5].
- le pagus Wisliacensis (Neuchâtel). Dès l'an 401, les Romains commencent à céder à la pression des peuples germaniques et se retirent de la frontière du Rhin pour mieux défendre le sud des Alpes et on retrouve des traces des Burgondes près de Serrières au VIe siècle. En 998 les moines de Cluny fondent le prieuré de Bevaix. Ces années voient aussi la création de la ville de Neuchâtel dont le nom apparait en 1011 dans un acte de donation de Rodolphe III de Bourgogne. Le territoire cantonal reste vassal des Bourguignons jusqu'en 1032, et la mort de Rodolphe III, dernier roi de Bourgogne qui meurt sans héritier. Le royaume d'Arles (Bourgogne-Provence) passe alors à l'empereur Conrad II et Neuchâtel relève ensuite du Saint-Empire romain germanique.

## Le comté de Bourgogne
Les pagi d'outre Saône sont répartis entre les deux Bourgognes lors du partage du royaume de Lothaire II au traité de Meerssen en 870. Louis II hérite alors de l'Amaous, du Portois et du Varais alors que Charles le Chauve récupère l'Escuens et Besançon. Le duc Henri Ier de Bourgogne les réunit en 986 pour son fils adoptif le comte Otte-Guillaume de Bourgogne au sein d'un comté de Bourgogne avec Dole pour capitale.
- l'Amaous se situait à l'est de la Saône, entre le val de la Loue au nord et Gray au sud. Dès 293 Constance Chlore y facilite l'installation des Attuariens et des Chamaves. Le pagus est fondé dans le courant du Ve siècle avec l'arrivée des Burgondes en Séquanie et c’est Gondebaud qui en fixe la capitale à Dole vers 470 avec pour lieutenants les seigneurs de Neublans.
- Besançon semble faire l'objet d'une juridictions indépendante qui en fait était la cinquième composante de l'actuelle Franche-Comté. La ville devient siège archiépiscopal indépendant en 888 quant Eudes Ier de France fonde les duchés et comtés de Bourgogne leur donnant pour premier comte palatin Otte-Guillaume de Bourgogne et Dole pour capitale. En 1032 Besançon est rattachée comme tout le comté de Bourgogne au Saint-Empire romain germanique.
- l’Escuens ou pagus Scutiacensis  est fondé lors de l'arrivée des Burgondes en Séquanie au Ve siècle. Outre Salins, il comprend Champagnole, Poligny et s'étend jusqu'à la Bresse. En 523, Sigismond, roi des Burgondes, fait donation de Salins et du château de Bracon à l'Abbaye territoriale de Saint-Maurice d'Agaune, dans le Valais suisse, qui en reste propriétaire jusqu'en 942 où une charte du prévôt de l’abbaye remet la seigneurie de Bracon à Aubry Ier de Mâcon.
- le Portois ou pagus Colerensis avec Corre comme chef-lieu est également fondé dès l'arrivée des Burgondes dans le courant du Ve siècle. Il avait alors Corre pour chef-lieu et s'étendait de la Vôge jusqu'aux portes de Besançon. À la fin de la domination romaine, ce chef-lieu est transféré à Port-Abucin et le pagus se renomme alors pagus Portuensis puis, plus tard, comté de Port. A la fin du IXe siècle les comtes de Portois délaissent Port-sur-Saône pour le Castrum Vesulium bâti sur la Motte de Vesoul qui devient alors le bourg principal du comté de Port. Celui-ci deviendra, par la fusion de trois autres, comté de Bourgogne.
- le Varais ou pagus de Varasque (Warasch) où se trouvait incluse la ville de Besançon s'étendait de Rougemont à Poligny du nord au sud et des sommets des monts du jura jusqu'aux rives du Doubs d'est en ouest. Son existence est attestée aux débuts du VIe siècle par les donations de Sigismond, roi des Burgondes à l'abbaye d'Agaune. Succédant en 914 aux comtes palatins Eudes puis Rofroi Hugues le Noir incorpore le comté au Royaume de Haute-Bourgogne. Au XIe siècle, Rodolphe III, roi de Bourgogne, confirme à Ermengarde ou Ermenburge, femme d'Humbert II de Salins, les biens qu'il y avait donné à son père Lambert

## En Savoie
Territoires des Allobroges concédés aux  Burgondes par Aetius vers 443, ces pagi font partie du grand comté de Genève ou pagus major genevensis avec Genève pour capitale sous le règne de Charlemagne. On y distingue :
- L’Albanensis (Albanais) comprenait  les territoires d'Albens, de Rumilly, d'Annecy, de Talloires et la vallée de Faverges. L’édification d’une citadelle à Rumilly date des romains. Le pays est ensuite occupé au Ve siècle par les Burgondes puis les Francs au VIe siècle. Sous Charlemagne le « pagus albanensis », plus important que l'Albanais d'aujourd'hui, est un des cinq pagus major de la Sapaudia. En novembre 879, Boson V de Provence fait donation à l'abbaye de Tournus de plusieurs communes de l'Albanais, dont « curtem Caldatis » (hameau de Chaux), « curtem que Verilico » (hameau de Vergloz), « curtem Tudesio » (Thusy) et « villam Ariaco indominicatam » (Héry-sur-Alby) ;
- le Caputlacensis (Chablais) regroupait a son origine 30 communes au « sommet du Léman" de part et d'autre du Rhône. L'abbaye de Saint-Maurice d'Agaune y est fondée en 515 par saint Sigismond à l'emplacement d'un ancien sanctuaire érigé par Théodore premier évêque du Valais. Au XIe siècle Amédée III de Savoie, au nom d'un droit de gouvernement datant de Conrad le Salique, s'empare du Chablais, de la vallée d'Aoste et s'octroie le titre de « duc de Chablais »[7]. En 1128, il agrandit son domaine y en ajoutant la région s'étendant de l'Arve à la Dranse d'Abondance, formant ainsi le « nouveau Chablais » avec Saint-Maurice d'Agaune pour capitale, les princes de Savoie occupant les châteaux de Chillon et de Ripaille ;
- le Falcinensis (Faucigny) dépendait jusqu’au IVe siècle de la province Viennoise. L'Arve était alors navigable jusqu'à hauteur de Thyez où a été identifié un vicus pourvu d'un embarcadère[8]. La civilisation gallo-romaine a aussi laissée en Faucigny d'autres vestiges de temples et d'inscriptions[9]. Au IIIe siècle le Faucigny semble épargné des incursions des Alamans[10]. Au siècle suivant la basse vallée (allobroge) passe à la cité de Genève tandis que la haute vallée (ceutrone) est rattachée au Valais[10]. À partir du IVe siècle, la région passe sous domination  burgonde à travers le royaume de Sapaudia puis aux Mérovingiens. Sous Gontran, elle devient frontière avec la Lombardie ;
- le pagus Genevensis (genevois français) situé entre l'Albanais à l'ouest et le Faucigny à l'est survécut, au Ve siècle, à la fin de la pax romana (premier royaume de Bourgogne ) et son existence est attestée dès l'époque du royaume des Burgondes avec des limites ambigues entre un pagus Genevensis major  dont l'étendue couvrait la totalité du diocèse de Genève, et un pagus Genevensis minor limité aux possessions des comtes de Genève[11]. Il devient sous Charlemagne le comitatus Genevensis. Au XIe siècle Gérold est le premier à porter le titre de comte de Genève au milieu du XIe siècle[12]. Dix-sept de ses descendants règnent sur le comté de Genève[13]. Des différends entre les comtes et les évêques de Genève au sujet des droits féodaux, la nomination des évêques, la frappe des monnaies s’achèvent au bénéfice des évêques : Seyssel en 1124, à Saint-Simon en 1156, à Aix-les-Bains en. Au XIIe siècle, le comte quitte Genève au profit du pouvoir de l'évêque, Humbert de Grammont, et établit sa capitale politique à Annecy-le-Neuf [14].

## En Italie
- Vallis Augustana ou Val d’Aoste est habité dès le Ve siècle av. J.-C. par le peuple des Salasses comme en témoigne le cromlech du Petit-Saint-Bernard. En 25 av. J.-C., elle est conquise par les Romains qui fondent Augusta Prætoria Salassorum, aujourd’hui Aoste. La vallée est stratégique pour le contrôle des cols du Petit et du Grand-Saint-Bernard dont les voies, respectivement Alpis Graia et Summus Pœninus, se croisent à Aoste. D'autres agglomérations apparaissent ensuite tout au long de la vallée. Après l'Empire romain la vallée est successivement conquise par les Burgondes au Ve siècle puis les Ostrogoths. Brièvement récupérée par les Byzantins elle passe ensuite aux Lombards. En 575 elle est incorporée avec le val de Suse dans le royaume des Francs de Gontran qui se réserve le contrôle des cols alpins. La vallée d’Aoste fait alors partie de l’Empire carolingien puis du royaume de Boson de Provence en 879 et enfin du royaume de Bourgogne en 904 avant de devenir, vers 1024, un comté contrôlé par Humbert-aux-blanches-mains comte de Maurienne qui octroie des franchises à la région. La noblesse féodale prend ensuite un poids prépondérant, en particulier la Maison de Challant d’où sont issus les vicomtes d’Aoste dès le début du XIe siècle. Le premier vicomte est Boson Ier vers 1100.

## Partages de la Francie à la fin duIXesiècle
Après le décès de Lothaire le 29 septembre 855 à Prüm et le premier partage de son royaume, la Bourgogne se trouve redivisée trois fois en quatre décennies.

Traité de Verdun (843).
Traité de Prüm (855).
Traité de Meerssen (870).
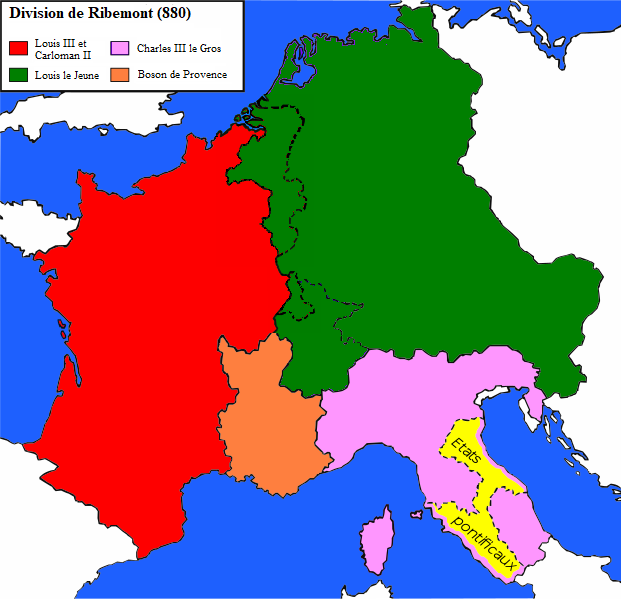
Traité de Ribemont (880).

## Partages de la Bourgogne

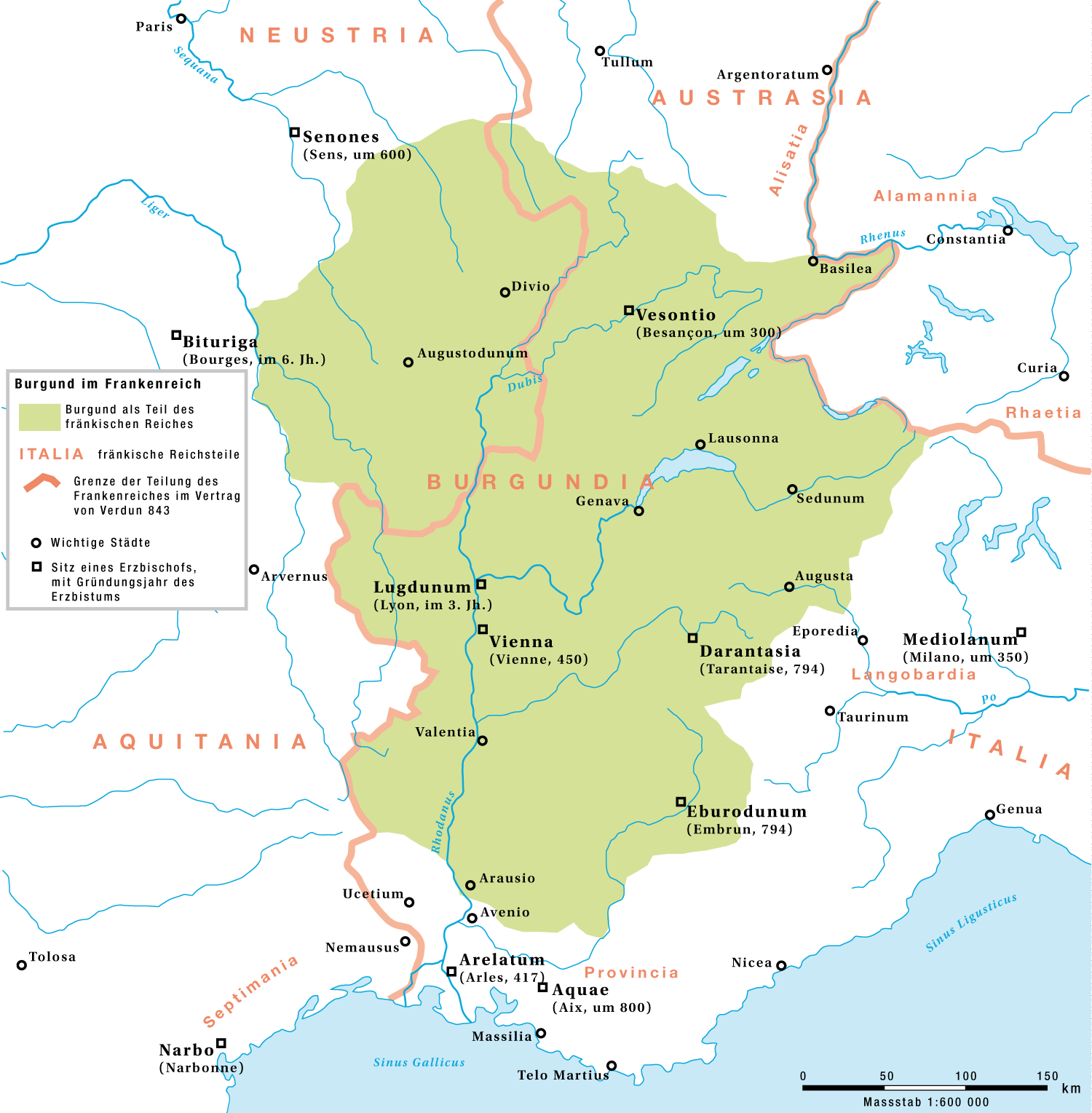
Le royaume de Bourgogne avant le Traité de Verdun.
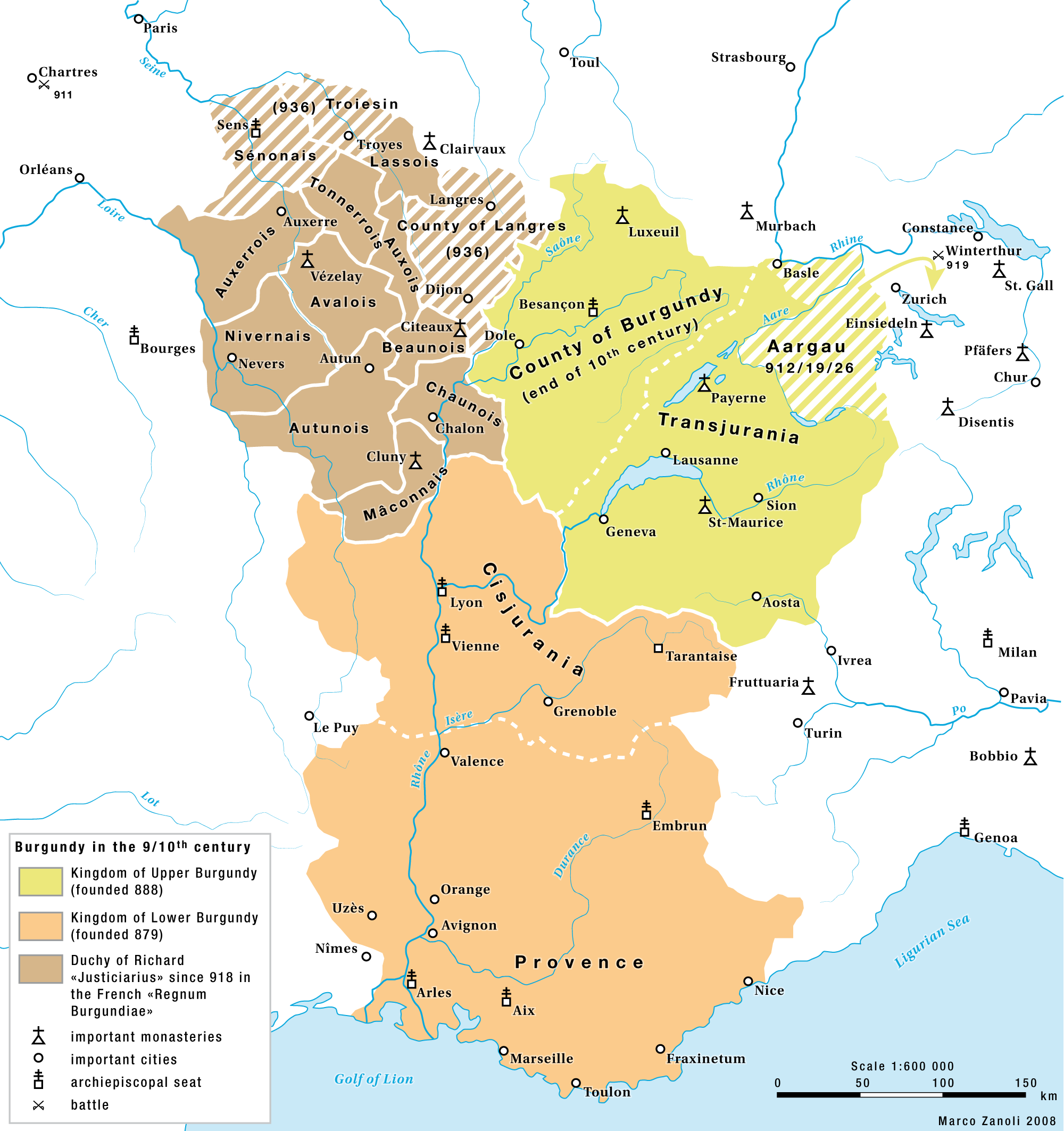
La Bourgogne de Vienne ou Cisjurane (en marron) dans la Bourgogne du Xe siècle.
La Bourgogne de Vienne ou Cisjurane (en vert) dans la Bourgogne du XIe siècle.